# УниКредит Булбанк
„УниКредит Булбанк“ АД е най-голямата българска банка с активи над 20 млрд. лева към декември 2018 година. Главен изпълнителен директор и председател на Управителния съвет е Цветанка Минчева. Главен оперативен директор и член на Управителния съвет на УниКредит Булбанк е Септимиу Постелнику. 
„УниКредит Булбанк“ води началото си от основаната през 1964 година държавна Българска външнотърговска банка, а в сегашния си вид е формирана през 2007 година чрез сливането на „Булбанк“, „Ейч Ви Би Банк Биохим“ и „Банка Хеброс“.

## История
„УниКредит Булбанк“ е основана през 1964 г. под името Българска външнотърговска банка (БВТБ). Тя е една от няколкото държавни банки и има за основна цел да обслужва международната търговска дейност на контролираната от държавата икономика. През следващите години банката открива свои представителства в Лондон, Франкфурт и Виена и изгражда мрежа от банки кореспонденти в много страни.
През 1987 г. БВТБ основава в Мюнхен, в съдружие с „Байерише Ферайнсбанк“, „Байериш-Булгарише Ханделсбанк“, преименувана през 1998 г. на „Хипоферайнсбанк Булгария“; по същото време основава и „Литексбанк“ в Бейрут, Ливан. През 1988 г., заедно със съветската „Внешекономбанк“, основава „Булгарсовинвест“, преобразувана през 1994 г. в „Корпоративна търговска банка“. През 1992 г. централната администрация на банката се премества в нейната сегашна сграда на площад „Света Неделя“. През следващите години се изгражда и мрежа от клонове в страната. През 1994 г. банката приема името Булбанк.
През 1998 г. започва процедурата по приватизация на държавния дял (98%) в „Булбанк“. Тя завършва през 2000 г., като дяловете в банката са купени от „Уникредито Италиано“ (93%) и „Алианц“ (5%). През същата година „Булбанк“ продава дяловете си в „Хипоферайнсбанк Булгария“ (49%), „Корпоративна търговска банка“ (99,9%) и „Обединена българска банка“ (35%). През 2001 г. „Уникредито“ продава миноритарни дялове на „СИМЕСТ“ (2,5%) и Международната финансова корпорация (5,3%). След като през 2005 г. „Уникредит Груп“ – мажоритарният собственик на „Булбанк“, се слива с „Хипоферайнсбанк Груп“ – собственик на банките „Биохим“ и „Хебросбанк“, през 2007 г. тези 2 банки са слети с „Булбанк“, която приема името „УниКредит Булбанк“.
От май 2011 до май 2019 г. Левон Хампарцумян е главен изпълнителен директор и председател на Управителния съвет на УниКредит Булбанк.
През май 2019 г. Теодора Петкова става главен изпълнителен директор и председател на Управителния съвет на УниКредит Булбанк.
От септември 2021 г. Цветанка Минчева е председател на Управителния съвет и главен изпълнителен директор на УниКредит Булбанк, както и член на Управителния съвет на Съвета на жените в бизнеса в България.